# Représentations diplomatiques du Bangladesh

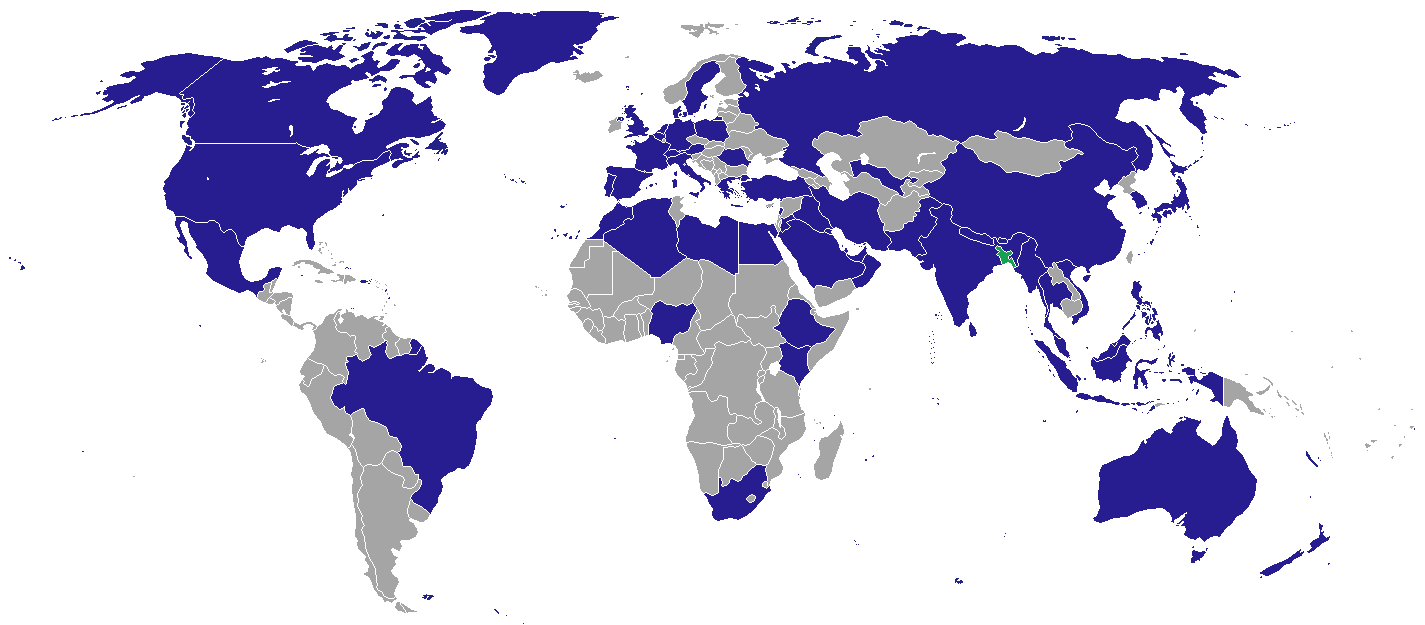
Carte des pays et territoires avec des missions diplomatiques du Bangladesh
République populaire du Bangladesh
Pays hébergeant une ambassade ou un haut-commissariat du Bangladesh

Les représentations diplomatiques du Bangladesh sont en permanente croissance. 
À ce jour, le pays compte 80 missions dans le monde, dont 59 ambassades ou hauts-commissariats, 20 missions consulaires et deux missions permanentes auprès des Nations unies à New York et à Genève.
Il est à noter que le Bangladesh est l’un des trois pays à maintenir une ambassade résidente au Bhoutan, pays isolationniste d’Asie du Sud.
En tant que membre du Commonwealth, les missions diplomatiques du Bangladesh dans les capitales des autres pays du Commonwealth sont appelées «hauts-commissariats» plutôt qu'ambassades. Dans certaines villes des pays du Commonwealth, les missions consulaires du Bangladesh sont appelées «hauts-commissariats adjoints».

## Historique
La première mission diplomatique du Bangladesh moderne est fondée à Calcutta le 18 avril 1971, après la défection de Mohammad Hossain Ali (en), haut-commissaire adjoint du Pakistan, et des autres membres du personnel bengali de la mission au gouvernement provisoire bangladais, au milieu d'une vague de défections similaires à travers le monde pendant la guerre de libération du Bangladesh. Bien que non officiellement reconnue par l'Inde à l'époque, elle est autorisée à fonctionner sous contrôle bangladais. Une autre mission à New Delhi est ouverte dix jours plus tard avec la reconnaissance du ministère indien des Affaires étrangères. Plus tard cette année-là, des bureaux similaires à des missions commerciales son ouverts dans des pays comme l’Union soviétique, la Tchécoslovaquie et la Roumanie pour représenter le Bangladesh jusqu’à ce que le pays obtienne une reconnaissance diplomatique.
Ces dernières années, le gouvernement dirigé par le parti de la Ligue Awami décide d'étendre le réseau diplomatique du pays pour accroître le commerce international et mieux servir les Bangladais à l'étranger, avec des plans pour ouvrir plus de vingt nouvelles missions d'ici la fin de 2021 et ajouter plus de trente missions diplomatiques d'ici 2024'.

## Représentations actuelles

### Afrique
| Pays hôte      | Ville hôte  | Représentation    | Année d'ouverture | Accréditations | Références |
| -------------- | ----------- | ----------------- | ----------------- | --- | ---------- |
| Afrique du Sud | Pretoria    | Haut-commissariat | 1995              | - Botswana - Mozambique - Namibie - Zimbabwe | '          |
| Algérie        | Alger       | Ambassade         | 1973              | - Cameroun | '          |
| Égypte         | Le Caire    | Ambassade         | 1973              | - Érythrée - République démocratique du Congo | '          |
| Éthiopie       | Addis-Abeba | Ambassade         | 2016              | - Burundi - Commission économique pour l'Afrique - Soudan - Soudan du Sud - Union africaine                                                                              | '          |
| Kenya          | Nairobi     | Haut-commissariat | 1978              | - Nations unies - Ouganda - Programme des Nations unies pour l'environnement - Programme des Nations unies pour les établissements humains - Rwanda - Somalie - Tanzanie | '          |
| Libye          | Tripoli     | Ambassade         | 1975              | - Burkina Faso - Tunisie | '          |
| Maroc          | Rabat       | Ambassade         | 1990              | | [ 9 ]      |
| Maurice        | Port-Louis  | Haut-commissariat | 2012              | - Comores - Madagascar - Seychelles | '          |
| Nigeria        | Abuja       | Haut-commissariat | 2016              | - Angola - Gambie - Liberia - République du Congo | '          |

### Amérique
| Pays hôte  | Ville hôte  | Représentation    | Année d'ouverture | Accréditations                                                                                    | Références |
| ---------- | ----------- | ----------------- | ----------------- | ------------------------------------------------------------------------------------------------- | ---------- |
| Brésil     | Brasília    | Ambassade         | 2012              | - Chili - Paraguay - Uruguay                                                                      | '          |
| Canada     | Ottawa      | Haut-commissariat | 1972              | - Bahamas - Cuba - Nicaragua - OACI - Trinité-et-Tobago                                           | '          |
| Canada     | Toronto     | Consulat général  | 2018              | - Bahamas - Cuba - Nicaragua - OACI - Trinité-et-Tobago                                           | '          |
| États-Unis | Washington  | Ambassade         | 1972              | - Belize - Colombie - Guyana - Haïti - Organisation des États américains - République dominicaine | '          |
| États-Unis | Los Angeles | Consulat général  | 1994              | - Belize - Colombie - Guyana - Haïti - Organisation des États américains - République dominicaine | [ 23 ]     |
| États-Unis | Miami       | Consulat général  | 2021              | - Belize - Colombie - Guyana - Haïti - Organisation des États américains - République dominicaine | [ 23 ]     |
| États-Unis | New York    | Consulat général  | 1990              | - Belize - Colombie - Guyana - Haïti - Organisation des États américains - République dominicaine | [ 23 ]     |
| Mexique    | Mexico      | Ambassade         | 2012              | - Costa Rica - Équateur - Guatemala - Honduras - Panama                                           | '          |

### Asie
| Pays hôte           | Ville hôte          | Représentation                 | Année d'ouverture | Accréditations                                                            | Références    |
| ------------------- | ------------------- | ------------------------------ | ----------------- | ------------------------------------------------------------------------- | ------------- |
| Arabie saoudite     | Riyad               | Ambassade                      | 1976              | - Djibouti - Organisation de la coopération islamique                     | '             |
| Arabie saoudite     | Djeddah             | Consulat général               | 1985              | - Djibouti - Organisation de la coopération islamique                     | [ 38 ]        |
| Bahreïn             | Manama              | Ambassade                      | 1983              |                                                                           | [ 38 ]        |
| Birmanie            | Rangoun             | Ambassade                      | 1972              |                                                                           | [ 40 ]        |
| Bhoutan             | Thimphou            | Ambassade                      | 1980              |                                                                           | [ 41 ]        |
| Brunei              | Bandar Seri Begawan | Haut-commissariat              | 1985              |                                                                           | [ 40 ]        |
| Chine               | Pékin               | Ambassade                      | 1976              |                                                                           | [ 42 ]        |
| Chine               | Hong Kong           | Consulat général               | 1976              | [ 42 ]                                                                    |               |
| Chine               | Kunming             | Consulat général               | 2013              | [ 42 ]                                                                    |               |
| Corée du Sud        | Séoul               | Ambassade                      | 1987              |                                                                           | [ 42 ]        |
| Émirats arabes unis | Abou Dabi           | Ambassade                      | 1974              |                                                                           | [ 38 ]        |
| Émirats arabes unis | Dubaï               | Consulat général               | 1980              |                                                                           | [ 38 ]        |
| Inde                | New Delhi           | Haut-commissariat              | 1972              |                                                                           | [ 41 ]        |
| Inde                | Madras              | Haut-Commissariat adjoint      | 2021              | [ 43 ]                                                                    |               |
| Inde                | Calcutta            | Haut-Commissariat adjoint      | 1971              | '                                                                         |               |
| Inde                | Bombay              | Haut-Commissariat adjoint      | 2013              | [ 41 ]                                                                    |               |
| Inde                | Agartala            | Haut-Commissariat assistant    | 2015              | '                                                                         |               |
| Inde                | Guwahati            | Haut-Commissariat assistant    | 2017              | '                                                                         |               |
| Indonésie           | Jakarta             | Ambassade                      | 1972              |                                                                           | [ 40 ]        |
| Irak                | Bagdad              | Ambassade                      | 1973              |                                                                           | [ 38 ]        |
| Iran                | Téhéran             | Ambassade                      | 1974              | - Arménie - Azerbaïdjan                                                   | '             |
| Japon               | Tokyo               | Ambassade (en)                 | 1972              |                                                                           | [ 42 ]        |
| Jordanie            | Amman               | Ambassade                      | 1998              | - Palestine - Syrie                                                       | '             |
| Koweït              | Koweït              | Ambassade                      | 1974              |                                                                           | [ 38 ]        |
| Liban               | Beyrouth            | Ambassade                      | 2013              | - Chypre                                                                  | [ 38 ] [ 51 ] |
| Malaisie            | Kuala Lumpur        | Haut-commissariat              | 1972              |                                                                           | [ 40 ]        |
| Maldives            | Malé                | Haut-commissariat              | 1998              |                                                                           | [ 41 ]        |
| Népal               | Katmandou           | Ambassade                      | 1971              |                                                                           | [ 41 ]        |
| Oman                | Mascate             | Ambassade                      | 1983              |                                                                           | [ 38 ]        |
| Ouzbékistan         | Tachkent            | Ambassade                      | 1996              | - Afghanistan - Kirghizistan - Tadjikistan                                | '             |
| Pakistan            | Islamabad           | Haut-commissariat (en)         | 1976              |                                                                           | [ 41 ]        |
| Pakistan            | Karachi             | Haut-Commissariat adjoint (en) | 1976              | [ 41 ]                                                                    |               |
| Philippines         | Manille             | Ambassade                      | 1981              |                                                                           | [ 40 ]        |
| Qatar               | Doha                | Ambassade                      | 1975              |                                                                           | [ 38 ]        |
| Singapour           | Singapour           | Haut-commissariat              | 1983              |                                                                           | '             |
| Sri Lanka           | Colombo             | Haut-commissariat              | 1972              |                                                                           | [ 41 ]        |
| Thaïlande           | Bangkok             | Ambassade                      | 1975              | - Cambodge - Commission économique et sociale pour l'Asie et le Pacifique | '             |
| Turquie             | Ankara              | Ambassade                      | 1977              | - Géorgie - Turkménistan                                                  | '             |
| Turquie             | Istanbul            | Consulat général               | 2012              | - Géorgie - Turkménistan                                                  | [ 52 ]        |
| Viêt Nam            | Hanoï               | Ambassade                      | 1993              | - Laos                                                                    | '             |

### Europe
| Pays hôte   | Ville hôte | Représentation              | Année d'ouverture | Accréditations | Références    |
| ----------- | ---------- | --------------------------- | ----------------- | --- | ------------- |
| Allemagne   | Berlin     | Ambassade                   | 1972              | - Kosovo - République tchèque | '             |
| Autriche    | Vienne     | Ambassade                   | 2014              | - Hongrie - Slovaquie - Slovénie | '             |
| Belgique    | Bruxelles  | Ambassade                   | 1973              | - Luxembourg - Union européenne | [ 58 ]        |
| Danemark    | Copenhague | Ambassade                   | 2015              | - Estonie - Islande | [ 58 ]        |
| Espagne     | Madrid     | Ambassade                   | 1996              | | [ 58 ]        |
| France      | Paris      | Ambassade                   | 1972              | - Côte d'Ivoire - UNESCO | '             |
| Grèce       | Athènes    | Ambassade                   | 2009              | - Albanie - Malte | '             |
| Italie      | Rome       | Ambassade (en)              | 1973              | - Fonds international de développement agricole - Monténégro - Organisation des Nations unies pour l'alimentation et l'agriculture - Programme alimentaire mondial - Serbie | [ 58 ] [ 67 ] |
| Italie      | Milan      | Consulat général            | 2011              | - Fonds international de développement agricole - Monténégro - Organisation des Nations unies pour l'alimentation et l'agriculture - Programme alimentaire mondial - Serbie | [ 58 ]        |
| Pays-Bas    | La Haye    | Ambassade                   | 1995              | - Bosnie-Herzégovine - Croatie | '             |
| Pologne     | Varsovie   | Ambassade                   | 1972              | - Lettonie - Lituanie - Ukraine | '             |
| Portugal    | Lisbonne   | Ambassade                   | 2012              | - Guinée-Bissau | '             |
| Roumanie    | Bucarest   | Ambassade                   | 1975              | - Bulgarie - Macédoine - Moldavie | '             |
| Royaume-Uni | Londres    | Haut-Commissariat           | 1972              | - Irlande - Organisation maritime internationale | '             |
| Royaume-Uni | Birmingham | Haut-Commissariat assistant | 1974              | - Irlande - Organisation maritime internationale | [ 58 ]        |
| Royaume-Uni | Manchester | Haut-Commissariat assistant | 1973              | - Irlande - Organisation maritime internationale | [ 58 ]        |
| Russie      | Moscou     | Ambassade                   | 1972              | - Biélorussie - Kazakhstan | '             |
| Suède       | Stockholm  | Ambassade                   | 1972              | - Finlande - Norvège | '             |

### Océanie
| Pays hôte | Ville hôte | Représentation    | Année d'ouverture | Accréditations             | Références |
| --------- | ---------- | ----------------- | ----------------- | -------------------------- | ---------- |
| Australie | Canberra   | Haut-Commissariat | 1972              | - Fidji - Nouvelle-Zélande | '          |
| Australie | Sydney     | Consulat général  | 2018              | - Fidji - Nouvelle-Zélande | '          |

### Organisations internationales
| Organisation  | Pays hôte  | Ville hôte | Représentation          | Année d'ouverture | Accréditations     | Références |
| ------------- | ---------- | ---------- | ----------------------- | ----------------- | ------------------ | ---------- |
| Nations unies | États-Unis | New York   | Mission permanente (en) | 1972              | - Pérou            | [ 85 ]     |
| Nations unies | Suisse     | Genève     | Mission permanente      | 1972              | - Suisse - Vatican | '          |

## Prochaine ouverture
- Argentine
- Nouvelle-Zélande

## Galerie

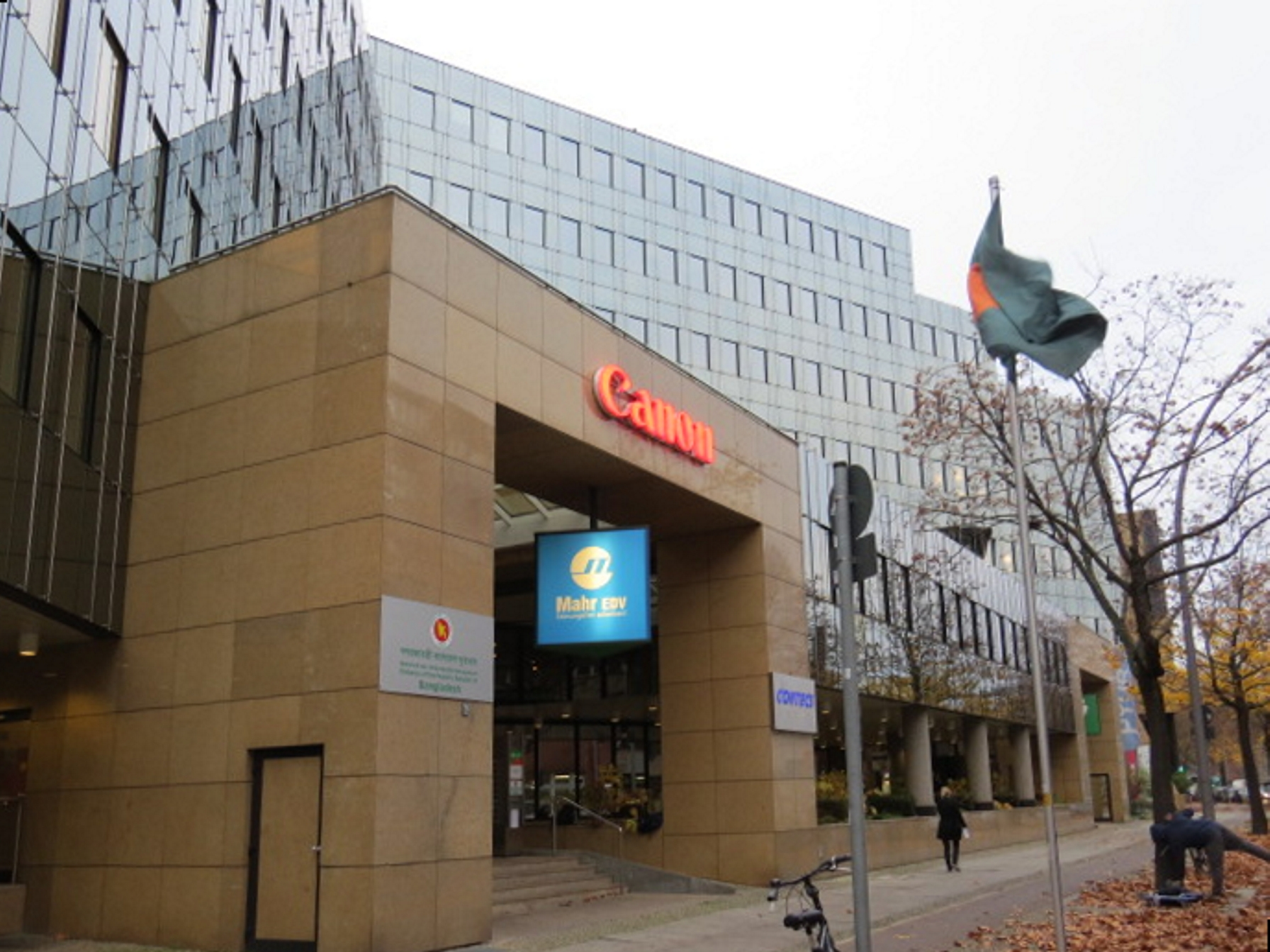
Ambassade à Berlin
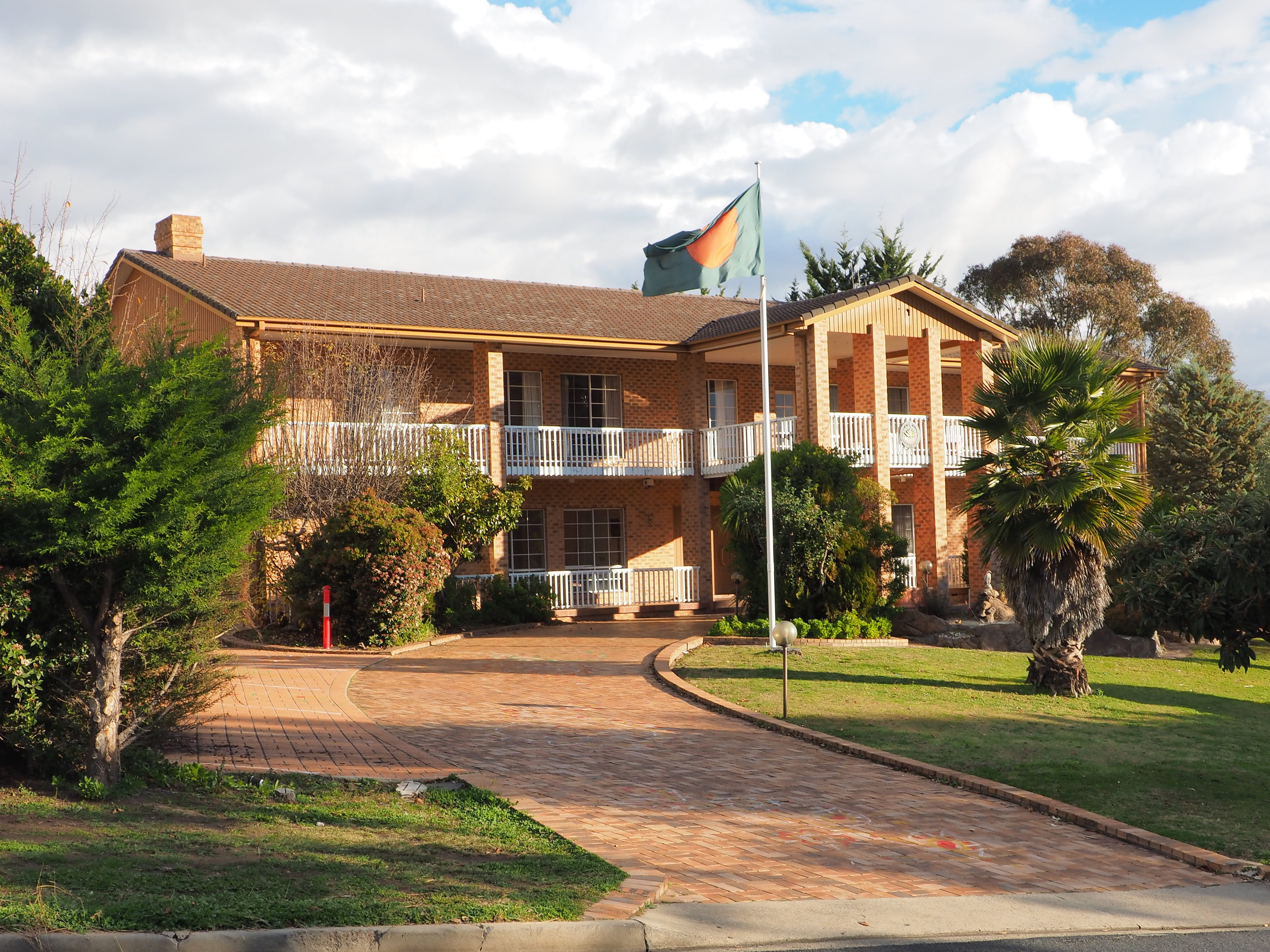
Haut-commissariat à Canberra
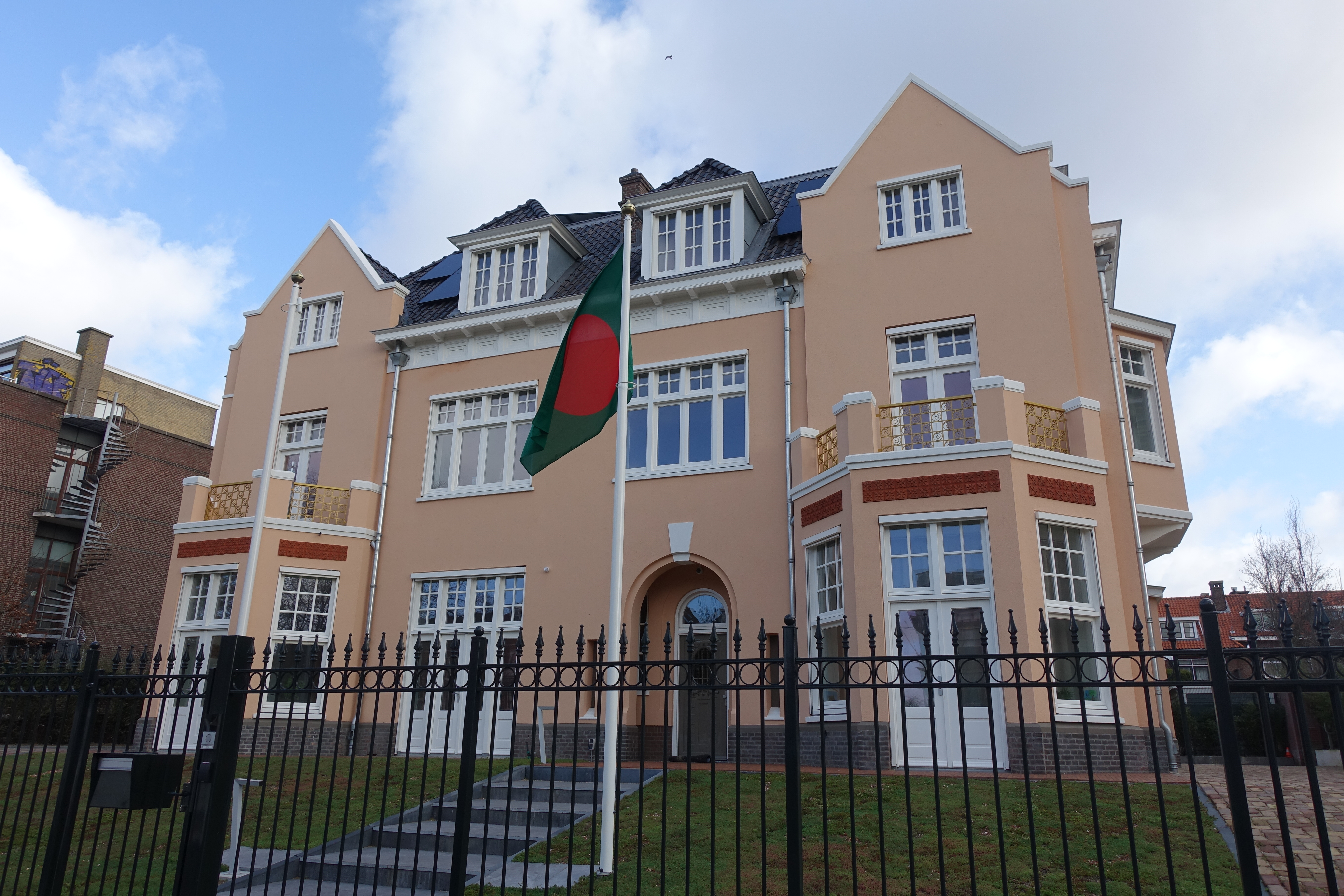
Ambassade à La Haye
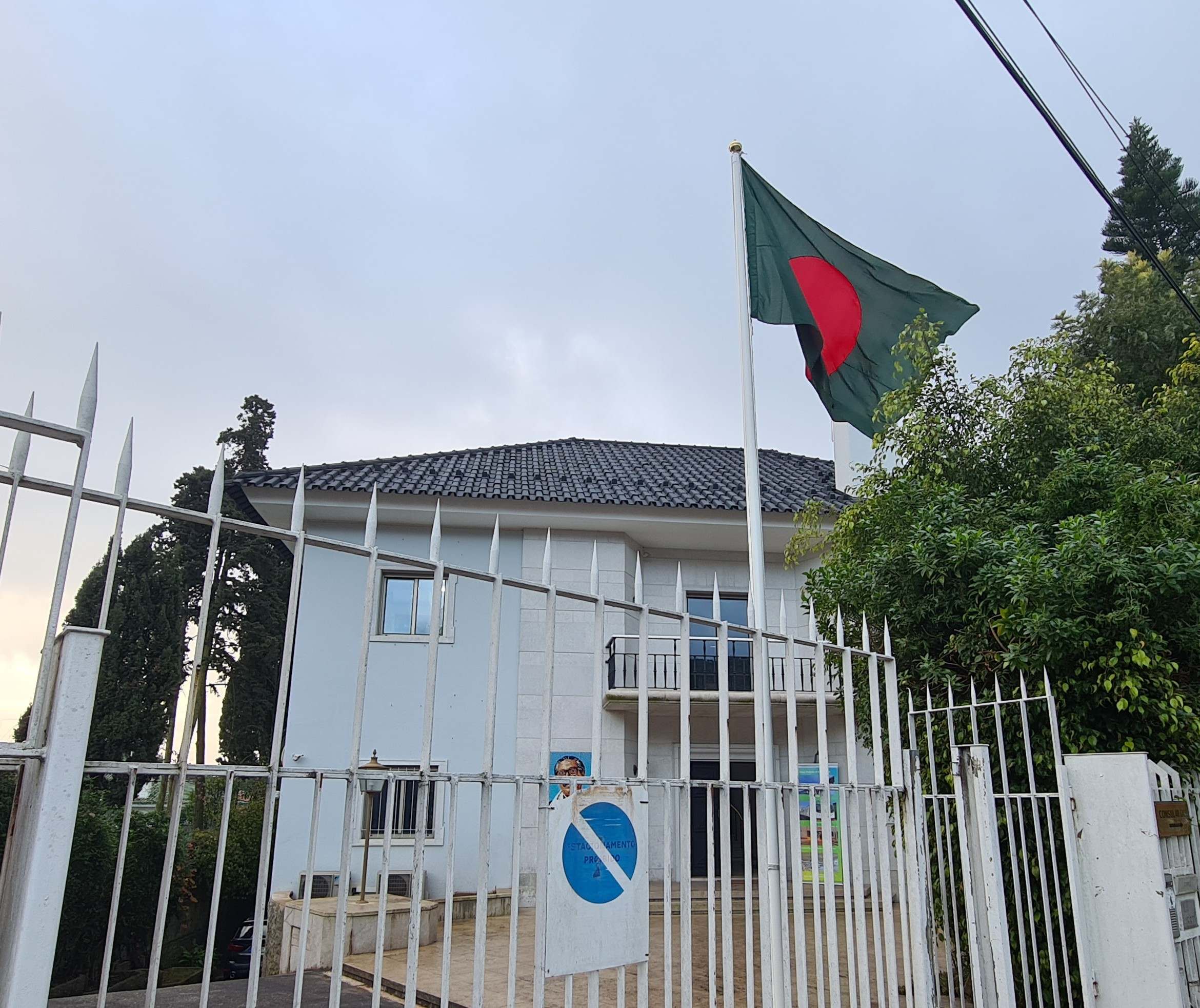
Ambassade à Lisbonne
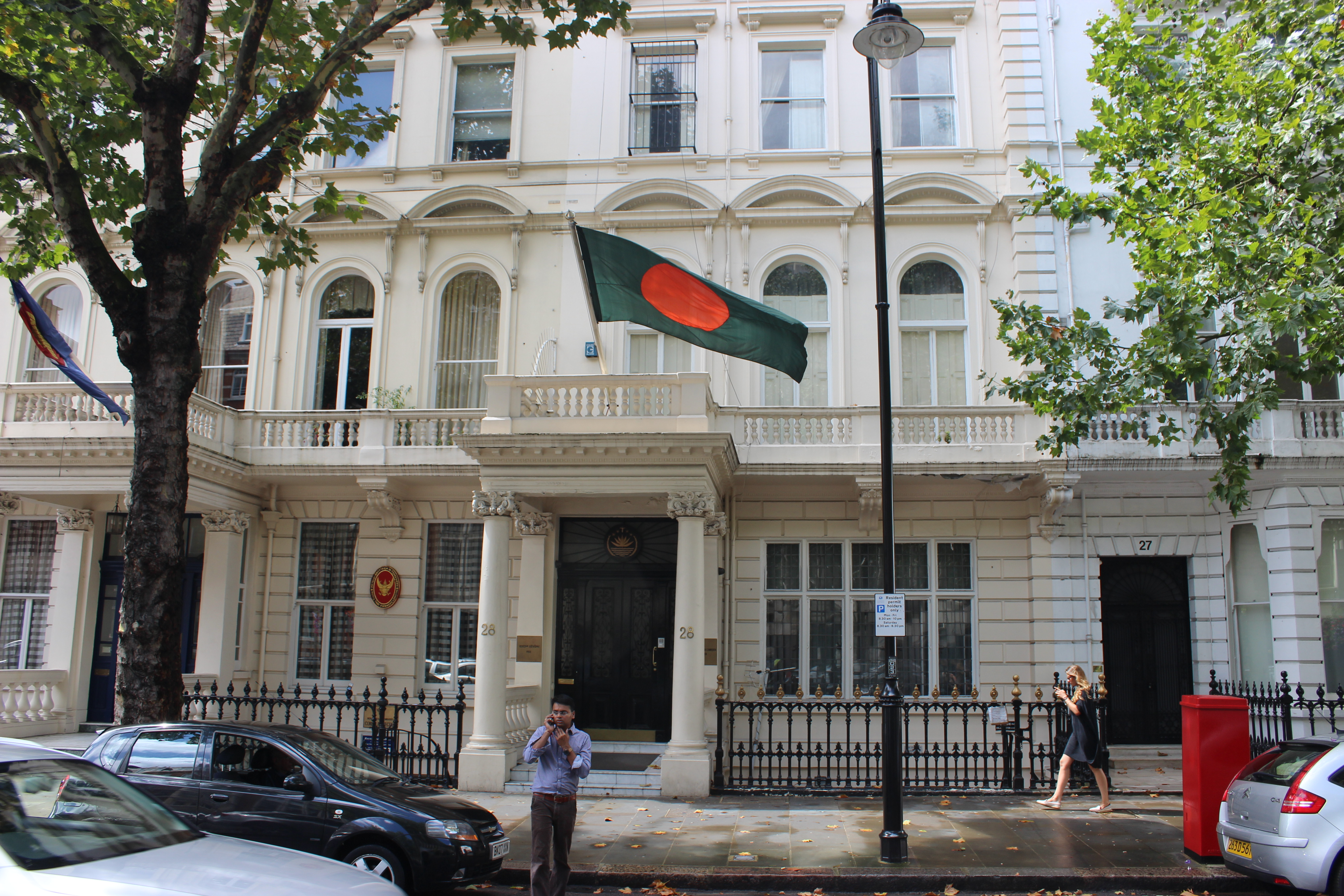
Haut-commissariat à Londres
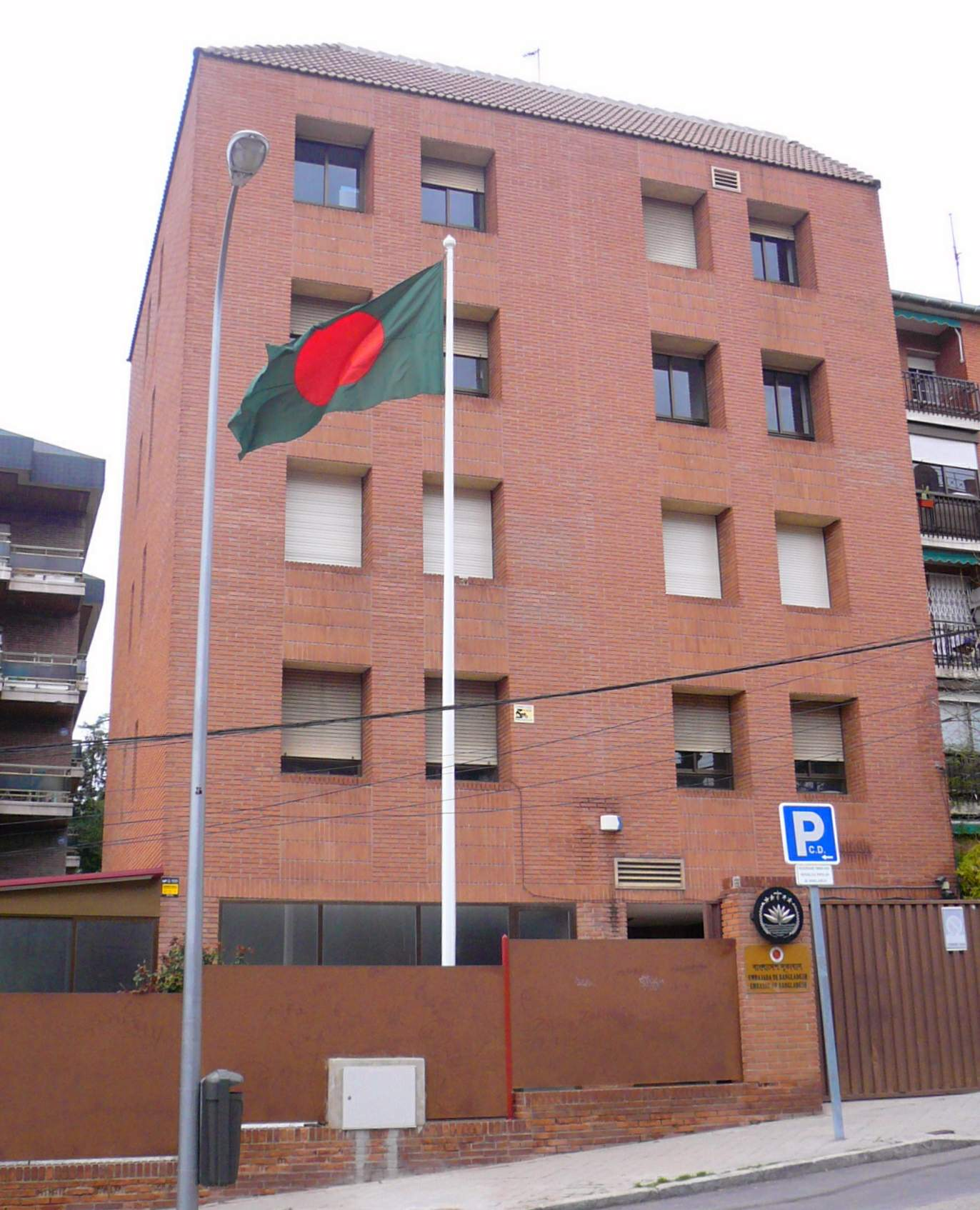
Ambassade à Madrid
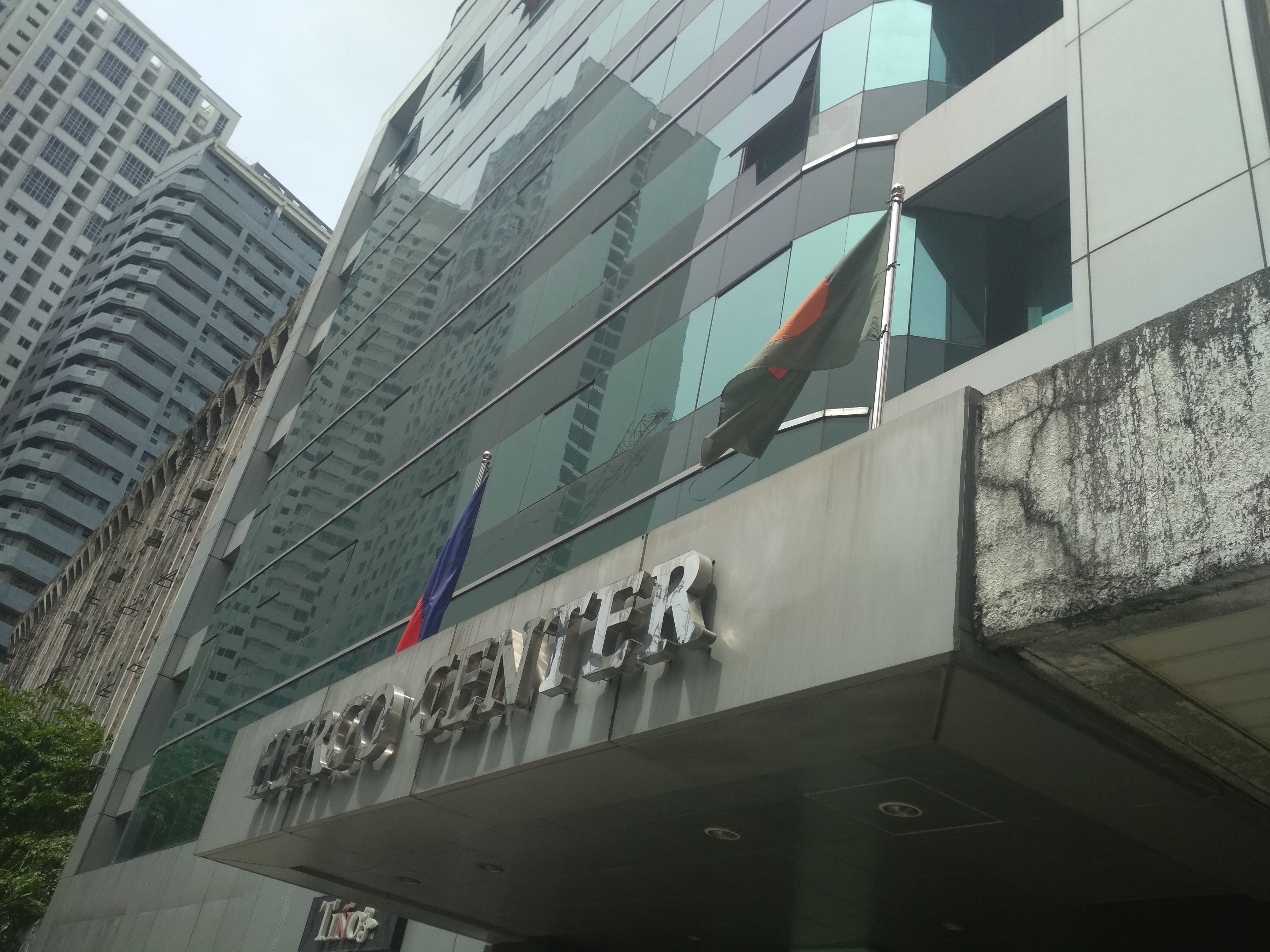
Bâtiment abritant l'ambassade à Manille
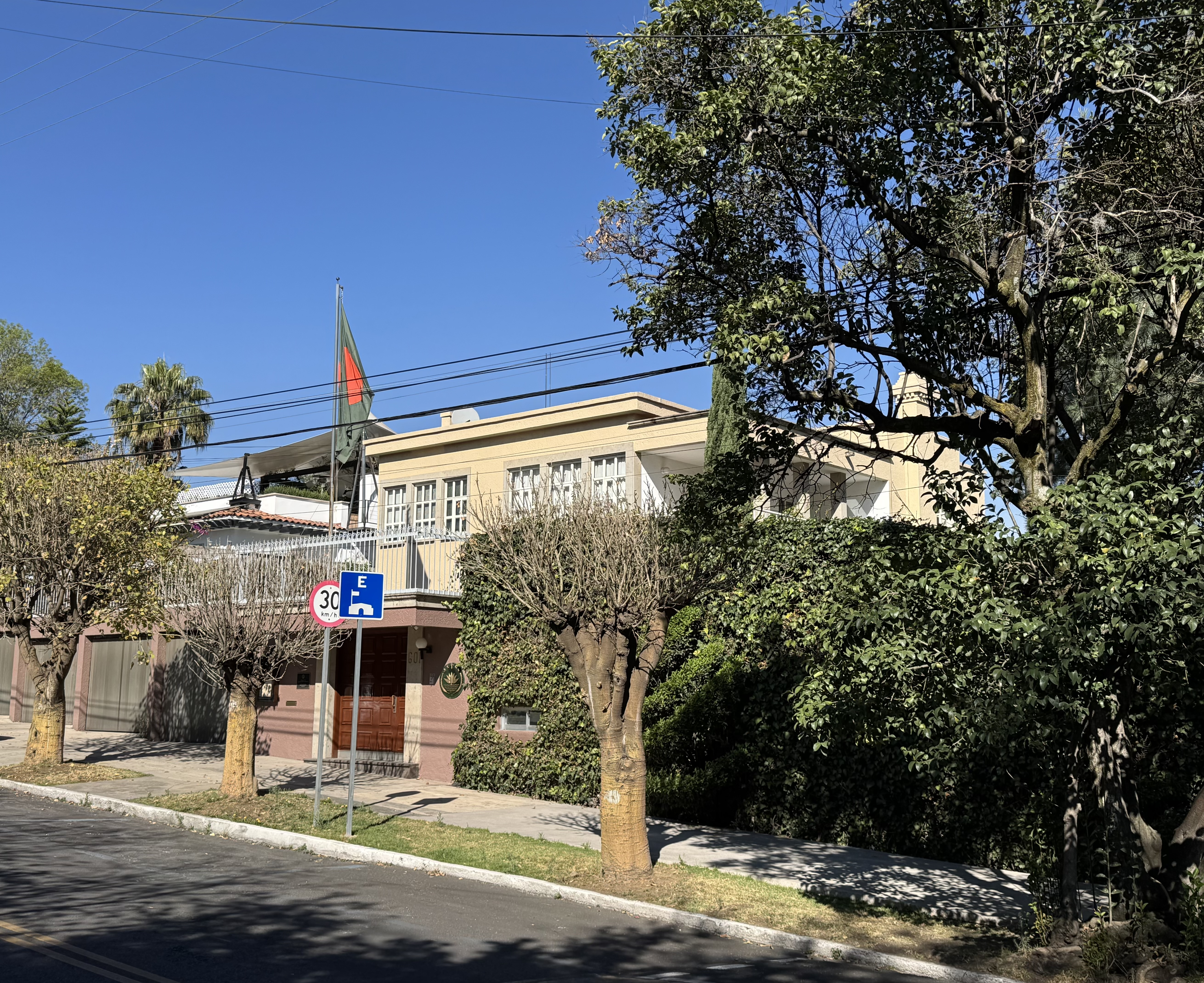
Ambassade à Mexico
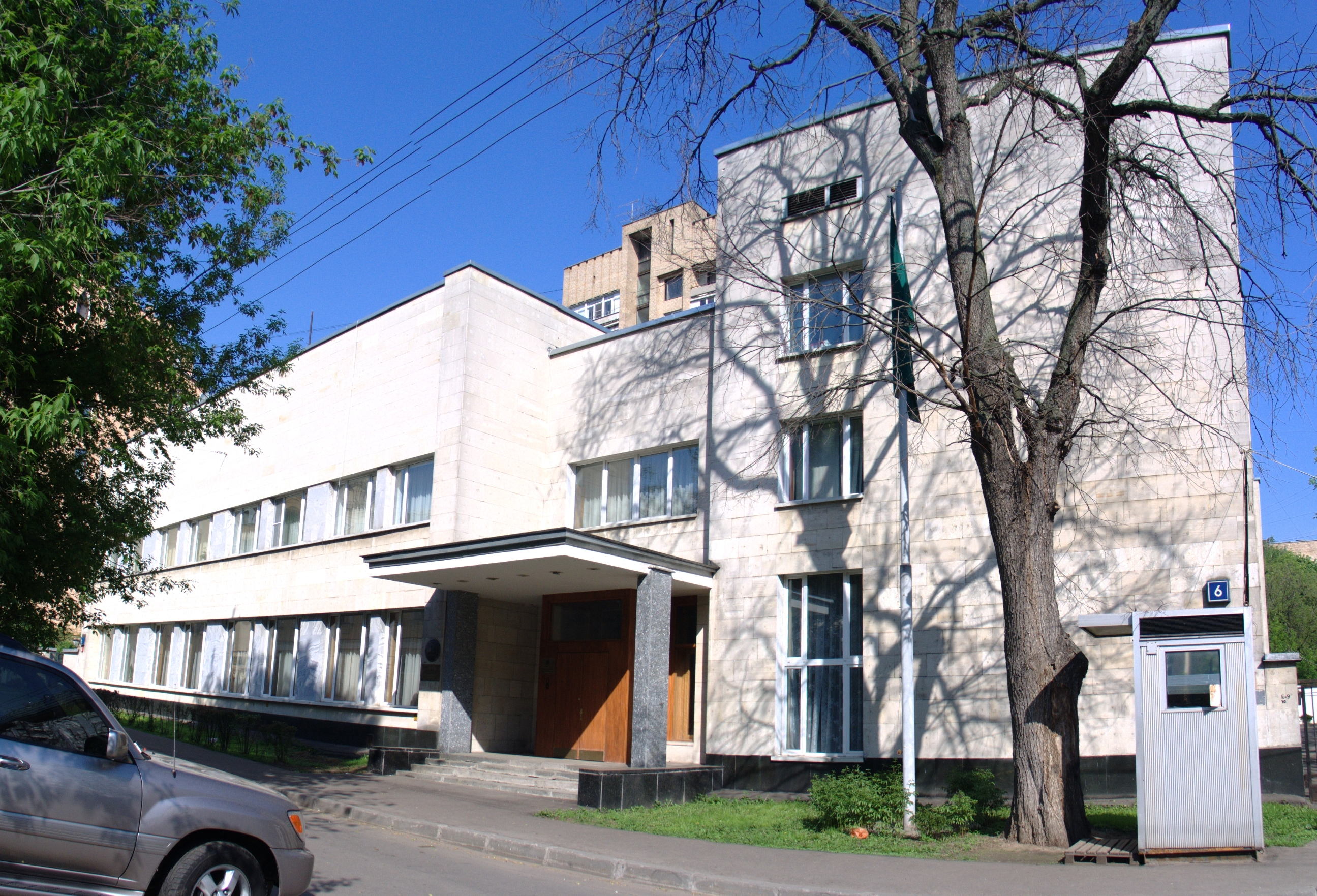
Ambassade à Moscou
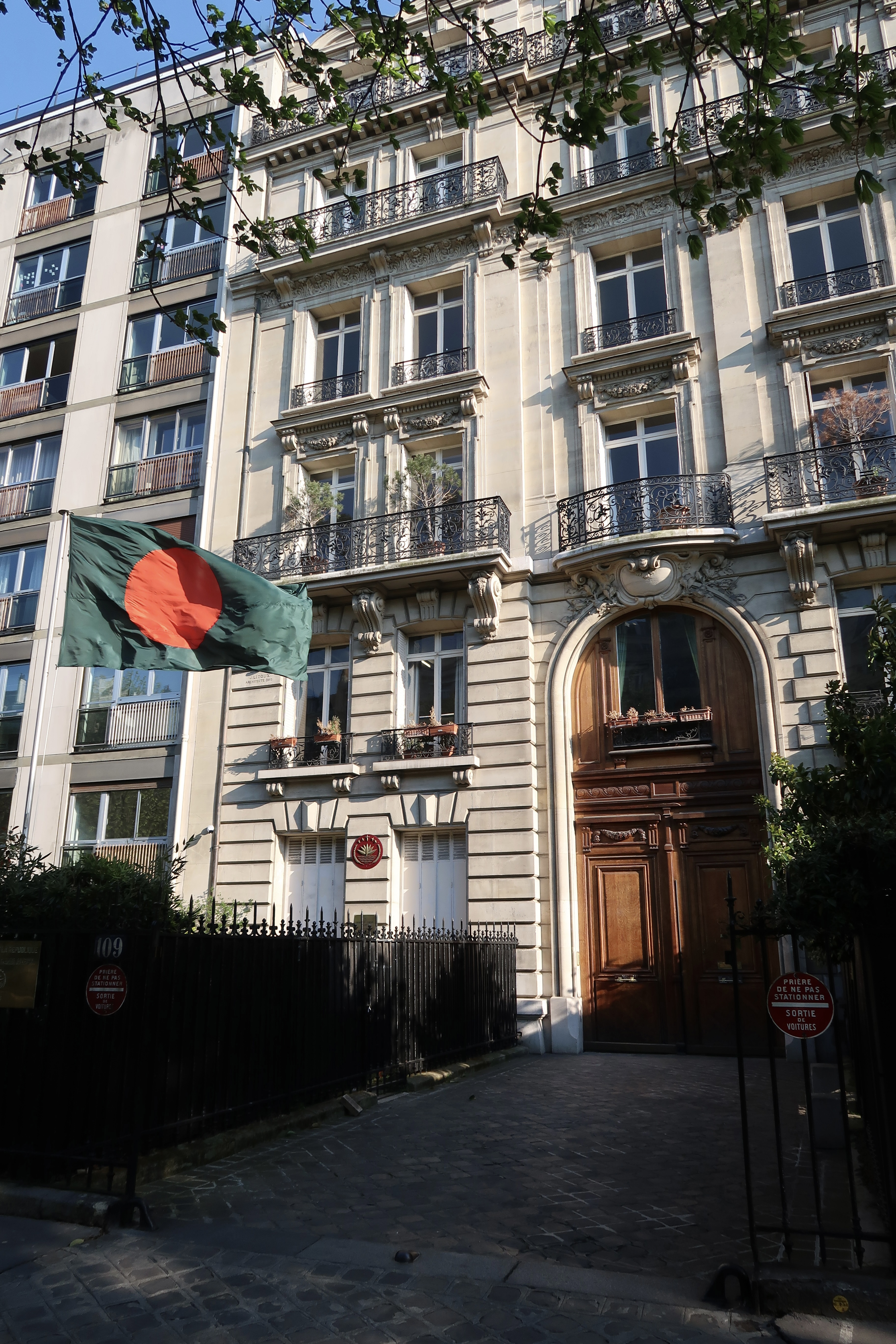
Ambassade à Paris
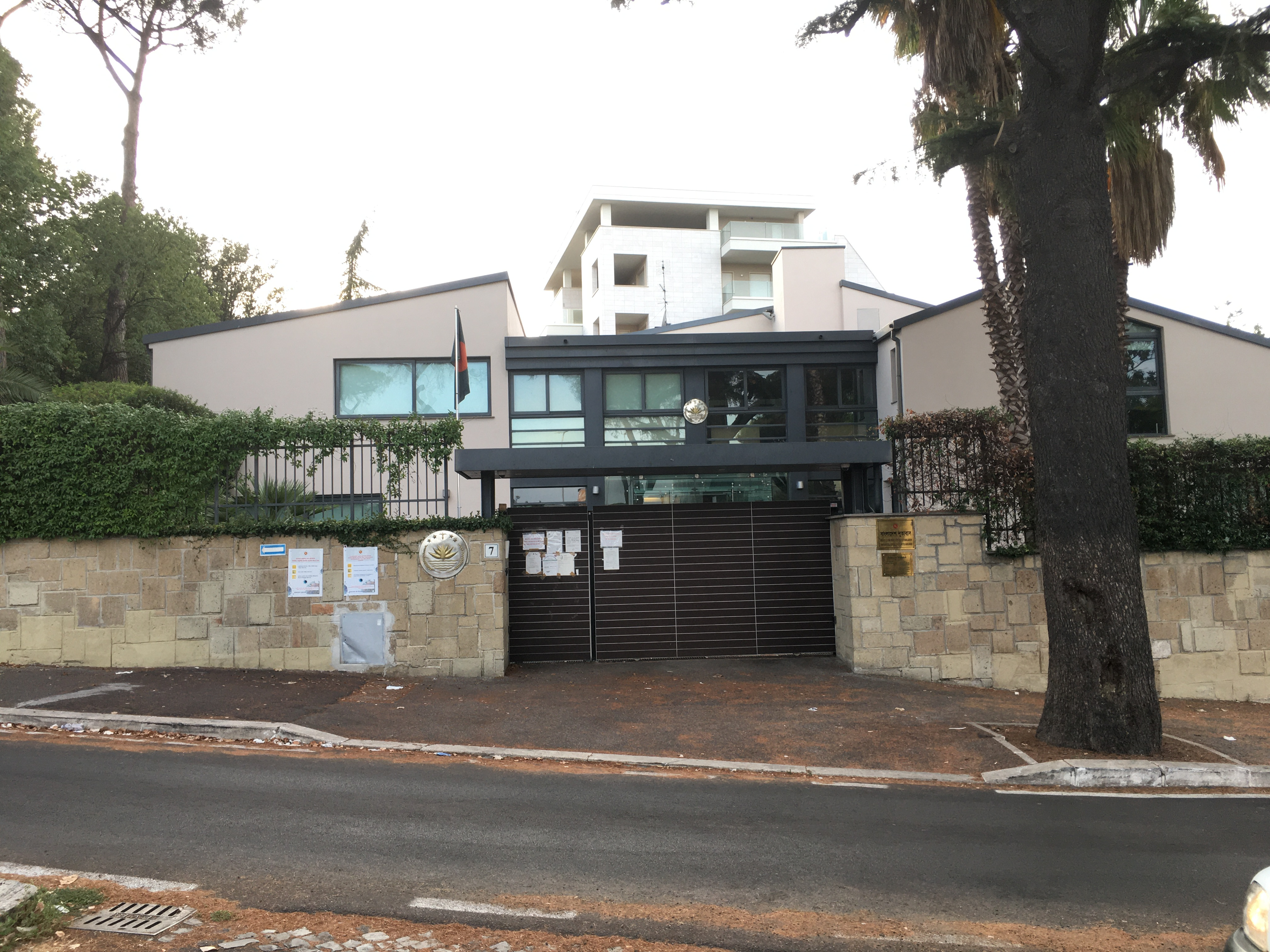
Ambassade à Rome
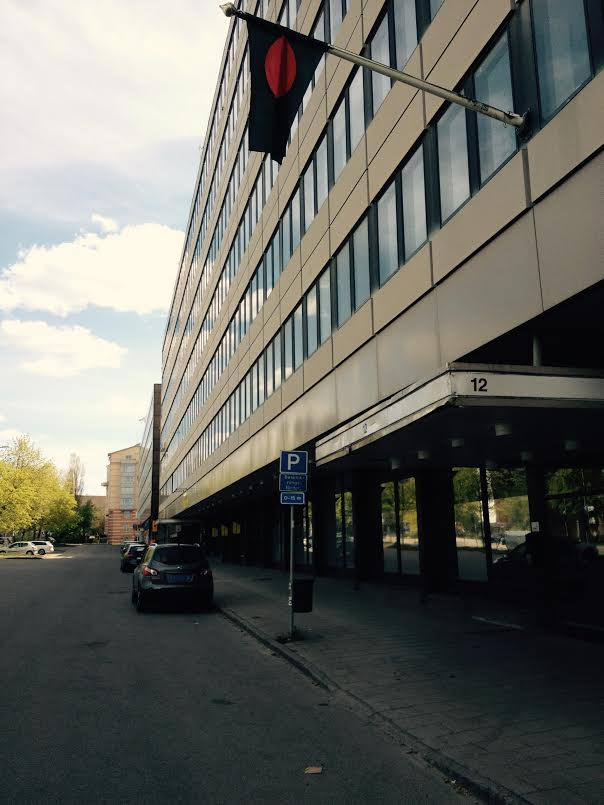
Ambassade à Stockholm
Ambassade à Tokyo
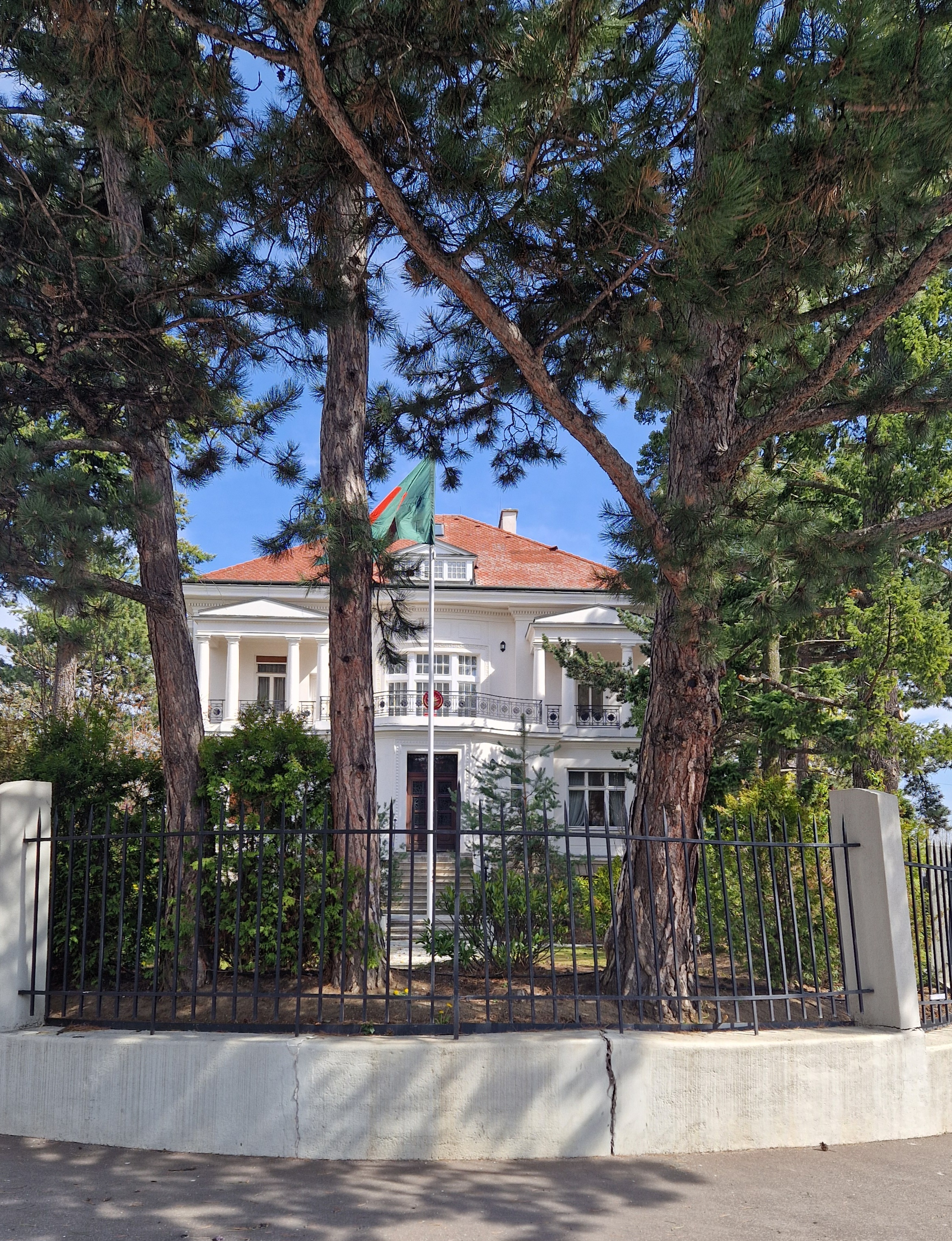
Ambassade à Vienne
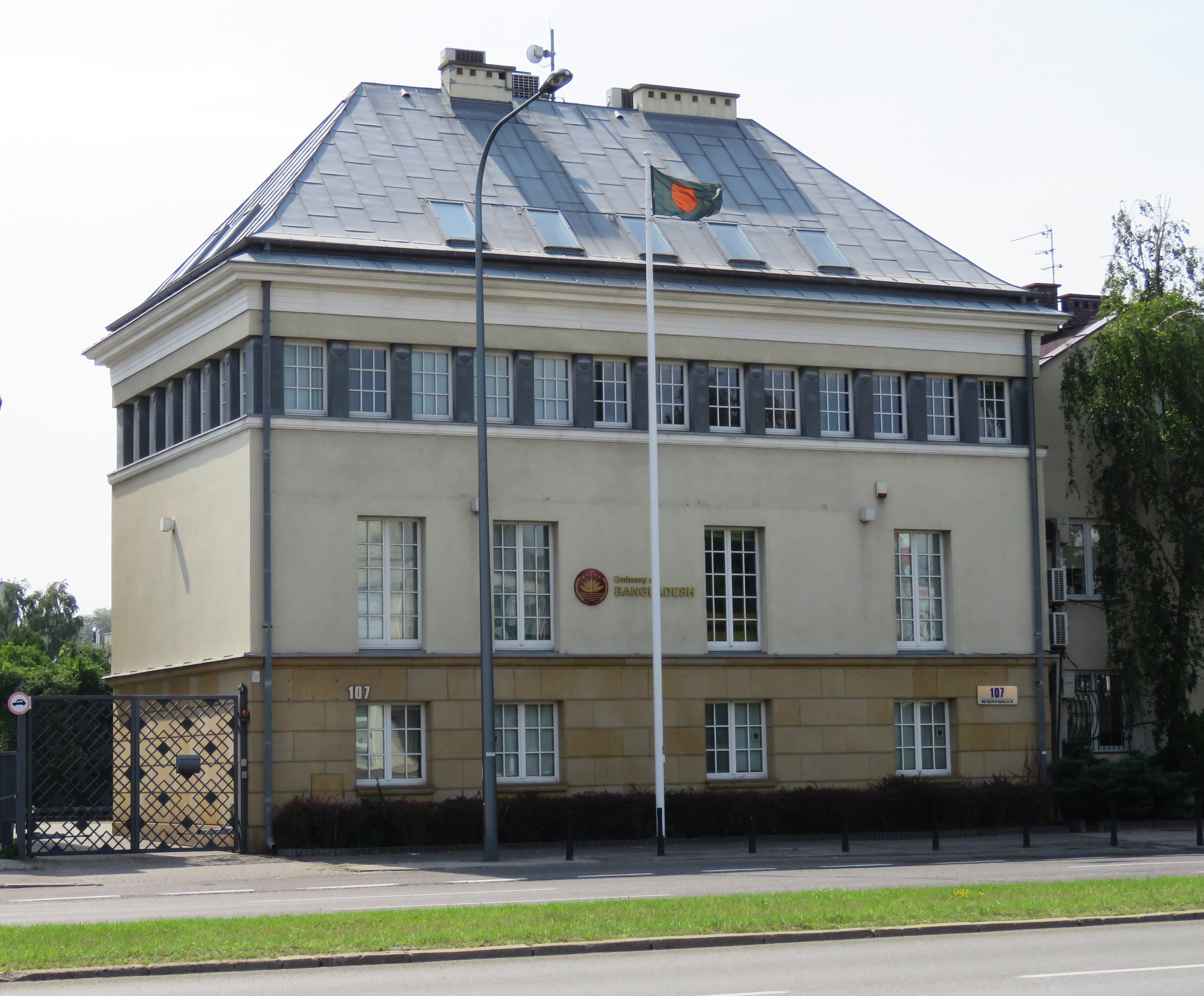
Ambassade à Varsovie
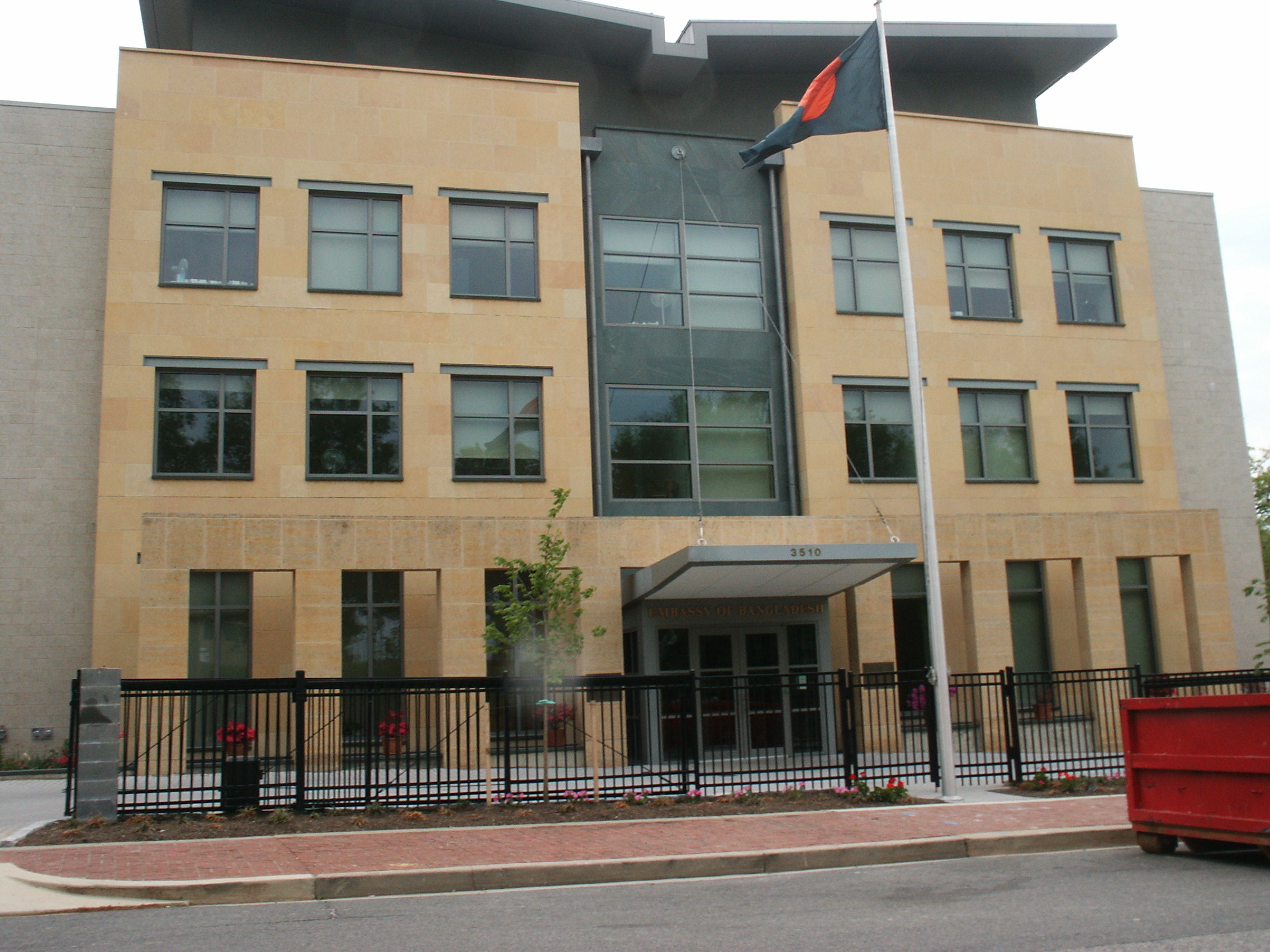
Ambassade à Washington
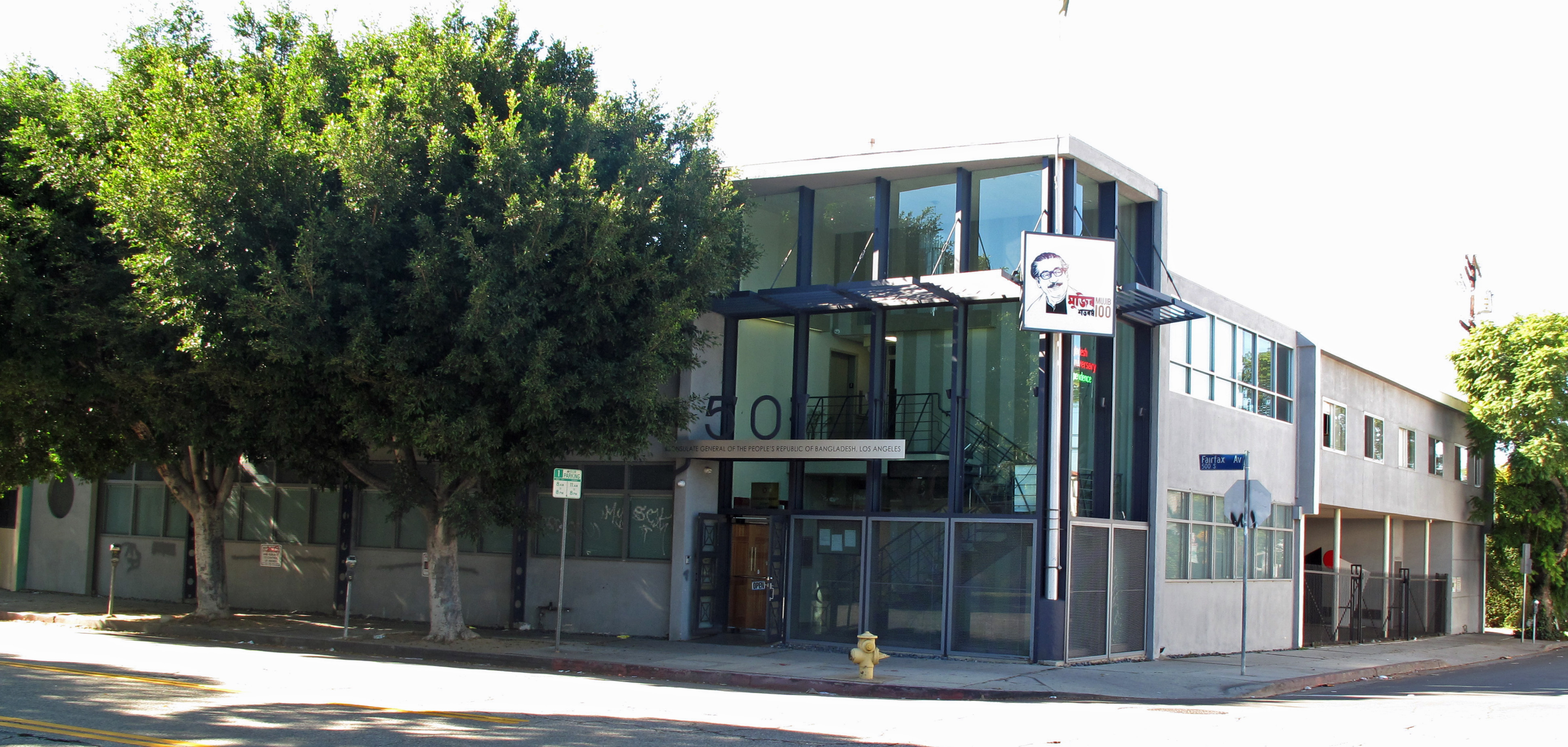
Consulat général à Los Angeles

## Représentations fermées

### Afrique
| Pays hôte | Ville hôte | Représentation | Année d'ouverture | Année de fermeture | Référence |
| --------- | ---------- | -------------- | ----------------- | ------------------ | --------- |
| Sénégal   | Dakar      | Ambassade      | ?                 | ?                  | [ 88 ]    |
| Soudan    | Khartoum   | Ambassade      | 1972              | ?                  | [ 89 ]    |

### Asie
| Pays hôte | Ville hôte | Représentation | Année d'ouverture | Année de fermeture | Référence |
| --------- | ---------- | -------------- | ----------------- | ------------------ | --------- |
| Birmanie  | Sittwe     | Consulat       | 1972              | 2024               | [ 90 ]    |

### Europe
| Pays hôte   | Ville hôte | Représentation | Année d'ouverture | Année de fermeture | Référence |
| ----------- | ---------- | -------------- | ----------------- | ------------------ | --------- |
| Yougoslavie | Belgrade   | Ambassade      | 1972              | 1992               | [ 91 ]    |